# Абсурд
Абсýрд (від лат. absurdus — «недоброзвучний», «безглуздий») — безглуздість, нісенітниця, те, що суперечить здоровому глузду. Також незвичайний, нелогічний, дивний випадок або феномен, котрий не має сенсу, значення у розумінні людини та вважається протиріччям.
Поняття абсурду відіграє важливу роль у філософії буття, екзистенціалізмі  та дадаїзмі.

## У літературі
В літературознавстві термін у цьому значенні вживається істориками літератури і критиками, які аналізують поведінку персонажів художніх творів з позицій правдоподібності (культурно-історична школа, реальна критика).
Термінологічного статусу абсурд набуває у словосполученнях «література абсурду», «театр абсурду», які використовуються для умовної назви художніх творів (романів, п'єс), що змальовують життя у вигляді начебто хаотичного нагромадження випадковостей, безглуздих, на перший погляд, ситуацій (творчість Е. Іонеско, С. Беккета, окремі твори Ж.-П. Сартра, Альбера Камю). Підкреслений алогізм, ірраціоналізм у вчинках персонажів, мозаїчна композиція творів, гротеск і буфонада у засобах їх творення — характерні прикмети такого мистецтва. Тому термін «література абсурду» зберігає значення передусім у цій системі і може вживатися для її характеристики. Більш нейтральним щодо оцінного навантаження може бути термін «абсурдистська література».